# Seblen Montovani
Seblen Lemos Mantovani (Rio de Janeiro, 21 de Maio de 1977) é Diretor, Fotógrafo e Escalador.
Bacharel em Cinema e Fotografia pela Estácio de Sá, turma de 2006. 
Tem seu trabalho voltado para cinema de montanha. Caminho Teixeira, um de seus filmes, que teve sua estréia na 9ª Mostra Internacional de Filme de Montanha 2009, foi selecionado para sete festivais, entre eles estão o Inka Fest e o New Zealand Montain Film Festival e Festival de Trento. Seu primeiro longa-metragem Geração Lendária, teve sua pré-estreia no Rio Montain Festival 2013 e sua primeira exibição para o publico aberto na ATM 2014 (Abertura da Temporada de Montanhismo) na Praia Vermelha - Urca (RJ), foi produzido pelo Canal OFF em parceria com a produtora Ciranda Filmes. 
Seu curta De Graça 2004, que apresenta um recorte em uma noite aparentemente comum na vida de três personagens, cujas experiências e expectativas se entrecruzam, participou do Festival Internacional de Curta-Metragens do Rio de Janeiro, Festival de Cinema do Maranhão e da Mostra de Curtas FACOM FAAP. Em 2007 filmou o Ação/Reação (gravado em 35mm), sobre um encontro casual de dois amigos traz à tona um passado conturbado, participou do Festival Internacional de Curtas de São Paulo , Festival de Guarnicê , Festival Universitário da UFF, Kodak Film School Competition.

## Biografia

### Infância
Nascido e criada na comunidade do Morro do Juramento em Vicente de Carvalho, na zona Norte da cidade do Rio de Janeiro.  Na adolescência e inicio da carreira profissional, trabalhava com turismo e passou a fotografar, escalar e a estudar história. Faculdade em que cursou até o quinto período, para começar a estudar cinema e fotografia na Universidade Estácio de Sá em 2003.

### Os primeiros passos
Inspirado pelos fotógrafos: Ansel Adams, Sebastião Salgado e Jimmy Nelson, pelos filmes de Werner Herzog: Fitzcarraldo (1982), Aguirre, a Cólera dos Deuses  (1972) e No Coração da Montanha (1991), filmes com a mesma proposta de ambientes como  Koyaanisqatsi e filmes de aventuras humanas em ambientes hostis como o “Nanook o Esquimó” do Flaherty. Assim que se formou em 2006, pediu demissão do seu emprego na área de turismo e passou a investir seu tempo para viver exclusivamente da fotografia, cinema e televisão. 

### A Carreira
Começou a trabalhar com Audiovisual como Assistente de Câmera e Câmera, realizou alguns projetos pessoais, um deles é a série de televisão Montanhistas (Canal OFF) apresentada pelos escaladores: Bernardo Biê e Silvio Neto e a idealização do Documentário Geração Lendária, projetos que descrevem bem o caminho seguido por ele, o de documentar a relação das pessoas com os ambientes de montanha e descobrir as mudanças que essa relação trazem ao indivíduo e ao próprio ambiente natural. Seu projeto em 2014 é o documentário “Mulheres na Montanha”.

## Filmografia
- De Graça (2004) - Curta - Direção de fotografia[16]

- O Marinheiro (2005) - Curta - Direção de fotografia

- Mania de perseguição por Boeing (2006) – Curta - Direção de Fotografia[17]

- Lição de Dança (2006) – Curta HDV – Direção de fotografia

- Ação/Reação (2007) – Curta – Direção de fotografia[18]

- Caminho Teixeira (2009) – Curta HDV – Direção de Fotografia[19]
- Intervenção (2011) – Série de documentários canal A&E – Direção de Fotografia[20]
- Mãe é Mãe (2011) – Série televisiva canal GNT – Direção de Fotografia[21]
- Montanhistas (2012) – Série televisiva canal OFF – Diretor e fotógrafo[22][23]
- Papo Calcinha (2013) (temporada 4) – Serie televisiva canal Multishow – Direção de Fotografia[24]
- Geração Lendária (2013) – Documentário – Direção[25]